# Rona (Innere Hebriden)
Rona (schottisch-gälisch: Rònaigh, auch South Rona zur Unterscheidung von North Rona) ist eine Insel nördlich von Raasay und liegt auf halber Strecke zwischen der nördlichen Spitze der Applecross-Halbinsel und Skye im Inner Sound von Skye. Rona gehört zu den Inneren Hebriden.

## Geographie
Die Insel ist 930 Hektar groß. Die höchste Erhebung, der Meall Acairseid, ist 125 Meter hoch. Eine Fähre, die im Sommer nur zweimal wöchentlich zwischen Portree auf Skye und der Insel verkehrt, stellt die einzige Verbindung dar.

## Geschichte
Der Name der Insel stammt aus dem Altnordischen Hrauney, was so viel wie „raue Insel“ oder „spröde Insel“ bedeutet. Als Folge der Highland Clearances in anderen Gebieten stieg die Inselbevölkerung im 19. Jahrhundert auf fast 180 Personen an. In der Folgezeit wanderten jedoch immer mehr Inselbewohner auf fruchtbarere Nachbarinseln wie Raasay oder auf das Festland ab, so dass Rona seit 1943 fast unbewohnt ist. Bis 1975 versahen noch zwei Leuchtturmwärter dort ihren Dienst; danach wurde der Leuchtturmbetrieb automatisiert. 2011 lebten drei Personen auf Rona.

## Tourismus
Seit einigen Jahren gibt es Bestrebungen, die Insel mehr für den Tourismus zu erschließen. Derzeit wohnt auf der Insel nur eine Person, der Insel-Manager Bill Cowie. Er bietet den Besuchern der Insel in der Rona Lodge Bed and Breakfast an. Auch kann auf der Insel gezeltet werden.